# Parc national Bogani Nani Wartabone
Le parc national Bogani Nani Wartabone est un parc national situé dans la péninsule de Minahasa dans le nord de l'île indonésienne de Sulawesi, à 0° 33′ 38″ N, 123° 40′ 48″ E. Créé en 1991 sous le nom de parc national de Dumoga Bone, il a été renommé en honneur de Nani Wartabone, fils du dernier roi de Gorontalo. Sa superficie est de 2 871 km².
Le parc est considéré par la Wildlife Conservation Society comme le plus important site pour la préservation de la nature à Sulawesi. Il abrite de nombreuses espèces
endémiques de l'île, parmi lesquelles l'anoa menacé.
Le parc est victime d'un abattage incontrôlé des arbres, de braconnage et d'exploitation aurifère illégale.